# ディオゲネス (犬儒学派)

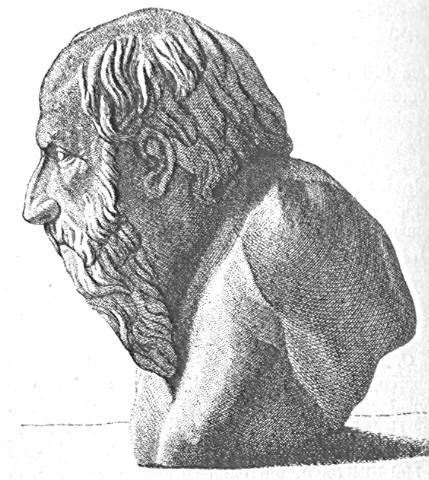
ディオゲネスの胸像

ディオゲネス（英: Diogenes、希：Διογένης Diogénēs、紀元前412年？ - 紀元前323年）は、古代ギリシアの哲学者。アンティステネスの弟子で、ソクラテスの孫弟子に当たる。シノペ生れ。シノペのディオゲネスとも。
犬儒派（キュニコス派）の思想を体現して犬のような生活を送り、「犬のディオゲネス」と言われた。また、大樽を住処にしていた（翻訳によっては、「甕(かめ)」とも訳されるが、これは古代ギリシアの酒樽が木製のものではなく、甕（ピトス）であったためである）。そのため、「樽のディオゲネス」ないし「甕のディオゲネス」とも言われた。

## 生涯

### 誕生、シノペからの追放
ディオゲネスは、両替商ヒケシオスの子としてシノペに生まれた。逸話によって様々であるが、彼と父は通貨の鋳造ないしそれに関わる仕事を行っていたと考えられる。シノペに居た頃のディオゲネスは、このような要職に就いていたことから経済的に豊かで地位もそれなりにあった立場の人間であったことがうかがえる。シノペはギリシア本国からは離れたアナトリア半島に位置する都市国家であったため、常に陸続きのペルシア帝国の太守（サトラップ）たちとの摩擦に悩んでいる立地であった。
発掘される貨幣を見ると、明らかにシノペの信用を傷つけるような贋造貨幣が多く出土している。中には素人が鋳造した粗末なものもある。だが、シノペの貨幣の裏に、ヒケシオスとディオゲネスのイニシャル(“ΙΚΕΣΙΟ”、もしくは“ΔΙΟ”の文字)ではなくペルシャ傘下のカッパドキア太守(サトラプ)であるダタメス(ΔΑΤΑΜΑの文字)、あるいは息子のシシュナスの名前が刻まれたものが存在する。敵国からの偽造通貨工作をうけて、侵略の危険と常にとなりあわせであった。そして出土した貨幣には独特な傷がつけられていた。金メッキをした贋金であるかどうかを判断するために鏨痕を付ける方法があった。贋金であることが判明した場合、銀行にもってゆくとそれと同じ金額の貨幣と交換され、回収されたと言う。
おそらくは、その行為が「通貨を変造した」という行為だと推察できる。ディオゲネス(ないしヒケシオス)は通貨に「傷をつけ(パラハラクシス)」贋金かどうかの判断をするために「通貨を変造」した。しかし、これがおそらくは敵の知れることとなったために、贋造の罪といっしょくたに告訴されてしまった。ディオゲネスは国外へ逃れたが、父ヒケシオスは獄死したとされる。

### アテナイでの生活
その後アテナイに到着したディオゲネスは「異邦人(クセノス)」として、アテナイ人に遇される。しかし、それは最初だけでありディオゲネスは当初神殿などを間借りしてホームレスのような生活を送っていたとされる。
しかし、それでも50を超える年齢と施設の管理人たちの文句や、嫌がらせをするものたちもあったのか小屋を建ててもらおうと知人を頼ることにした。しかし、なかなか作ってくれないため「メトロオンにあった甕(ピトス)を住居として用いるようになった」。
こうしてアテナイに定住したディオゲネスは哲学者として活動を行う。そのスタイルはかつてのソクラテスが行ったように辻説法や対話といったものだった。彼の珍妙なキャラや行動に反して、決して不条理に屈しない姿から、次第に彼は有名人になっていた。彼もいくつか書物を著していたそうだが、散逸してしまっている。

### 奴隷として
その後、彼は奴隷商によって誘拐され奴隷として売りに出されてしまう。これにより、コリントス人のクセニアデスの奴隷として彼の家で生活することになる。

### 最期
最期に関しては、はっきりとした逸話は残っていない。ディオゲネスはアレクサンドロス大王と同じ頃死んだ。死因はタコを食べて当たったためとも、犬に足を噛みつかれたためとも、自分で息を止める修行をしたためとも言われている。

## 思想
ディオゲネスは「徳」が人生の目的であり、欲望から解放されて自足すること、動じない心を持つことが重要だと考えた。そのため肉体的・精神的な鍛錬を重んじた。
ディオゲネスは神託を受け、貨幣改鋳者（贋金造り）としていきなり追放された。ディオゲネスに下された神託は「ポリティコン・ノミスマ（国の中で広く通用してるもの＝諸制度・習慣＝道徳・価値）を変えよ」といったものだった。彼はそれに従って、実際に通貨＝価値を変えてみせた。ディオゲネスはそのため、国外に追放されたのである。
また、知識や教養を無用のものとし、音楽・天文学・論理学をさげすんだ。特にプラトンのイデア論に反対し、「私には『机そのもの』というのは見えない」と言った。プラトンは「それは君に見る目がないからだ」と言い返した。他に「プラトンの雄鶏」の逸話（後述）でも有名だが、後にプラトンはディオゲネスについて聞かれて「狂ったソクラテスだ」と評した。ディオゲネスのこれらの行動は貴族的な言動をしていたプラトンへの当て付けであったとも言われている。
運動の不可能（おそらくゼノンのパラドックス）を論じている哲学者の前で、歩き回ってその論のおかしいことを示した。
ポリスの理念を否定し、貴方は何人なのかと聞かれると「自分はコスモポリーテス（世界市民）だ」と言い、史上初めてコスモポリタニズムという語を作った。また女性や子供の共有を主張した。
彼には二十ほどの著作があったという説があるが、一方でまったく著作しなかったとの説もある。
モニモス、テーバイのクラテスなどの多数の弟子を育てた。

## 逸話

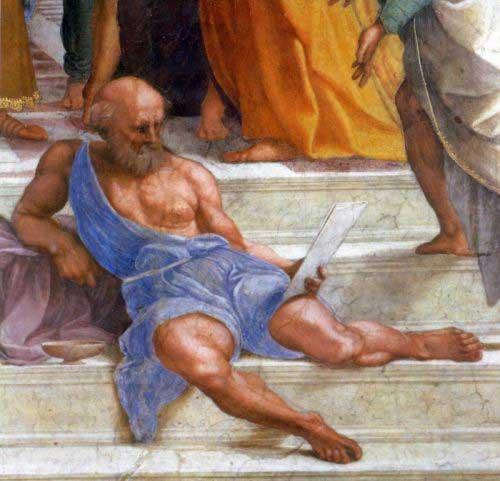
ラファエロ作「アテナイの学堂」に描かれたディオゲネス。中央の階段付近でだらしなく腰掛けている。

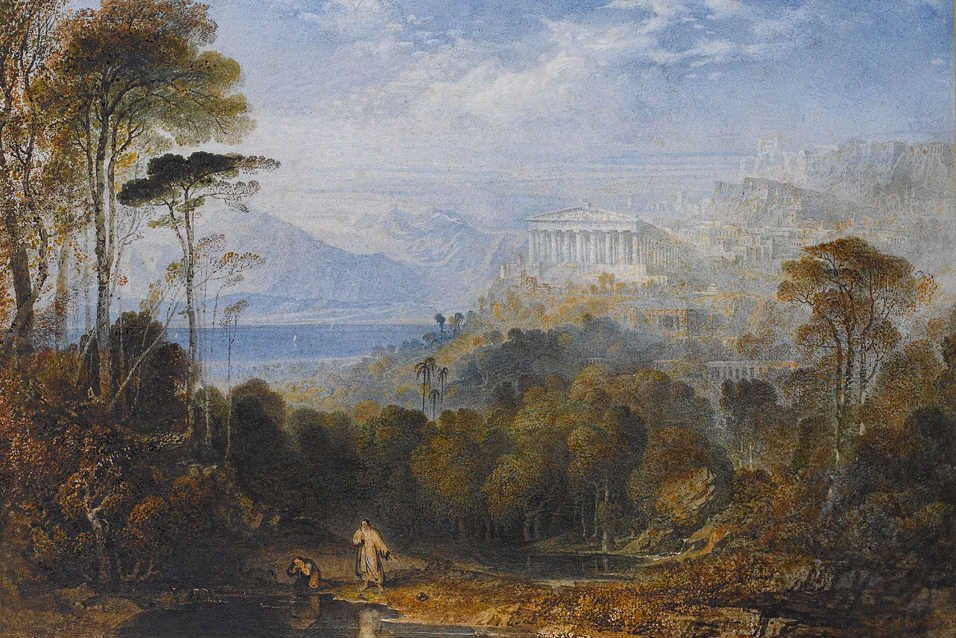
コップを投げ捨るディオゲネス（ジョン・マーティン画）

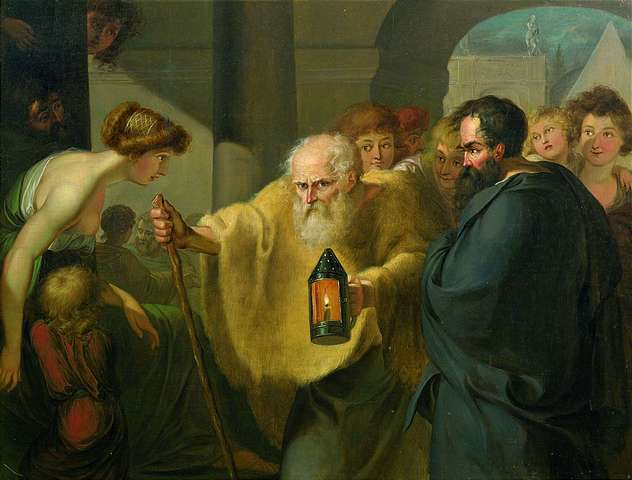
誠実な人間を探すディオゲネス （ヨハン・ハインリヒ・ヴィルヘルム・ティシュバイン画）。

ディオゲネスは、その思想よりも奇行や言動にまつわる逸話によって知られる。
- 追放後の航海中に海賊に捕らえられ、奴隷として売られるときに「何ができるか」と聞かれると「人を支配することだ」と答えた。その際にコリントス人のクセニアデスを指さし、「この人に私を売ってくれ。彼は主人を必要としている」と言った。クセニアデスは彼を買い取ってコリントに連れ帰り、自分の子どもたちの教育に当たらせ、また家のこと一切を彼に委ねた。ディオゲネスは上手く取り仕切ったため、クセニアデスは「良い福の神が舞い込んだ」と喜んだという。
- ディオゲネスは、アテナイにやってくると、ソクラテスの弟子であったアンティステネスに弟子入りを願った。彼は弟子を取らないことにしていたので断ったが、ディオゲネスはしつこく頼み込んだ。アンティステネスが怒って杖で頭を殴ろうとすると、彼はこう言った。「どうぞ殴ってください。木は私を追い出すほど堅くありません」。結果ディオゲネスはアンティステネスの弟子になった。
- ディオゲネスは師アンティステネスの徳に対する思想を受け継ぎ、物質的快楽をまったく求めず、外見にまったく無頓着だった。粗末な上着のみを着て、頭陀袋ひとつを持って乞食のような生活をした。神殿やアゴラでも気にすることなく食事をしては寝て「アテナイ人は自分のために住処を作ってくれる」と言った。
- 子供が手で水をすくって飲んでいるのを見て、自分はまだ至らなかったと考え、唯一の持ち物であったコップを投げ捨てた。
- ディオゲネスがアゴラで物を食べているところを人が見て「まるで犬だ」と罵ったので、「人が物を食っているときに集まってくるお前たちこそ犬じゃないか」と言い返した。
- 宴会中の人たちがディオゲネスを犬に見立てて、からかって骨を投げつけると、彼は犬のように片足を上げて彼らに小便を引っ掛けた。
- 豪華な邸宅に招かれ、「ここでは唾を吐かないように」と注意されると、咳払いをしてその人の顔面に痰を吐きかけた。曰く「ここより汚い場所が見当たらなかったのでね」。
- 道ばたで公然と自慰行為に及び、「擦るだけで満足できて、しかも金もかからない。こんなによいことは他にない。食欲もこんなふうに簡単に満たされたらよいのに」と言った。
- 高級娼婦として名をはせていたフリュネは、ディオゲネスの精神を高く評価しており、無償でディオゲネスを客にとった。
- プルタルコスの『英雄伝』が伝える逸話として、紀元前336年、アレクサンドロス大王がコリントスに将軍として訪れたとき、ディオゲネスが挨拶に来なかったので、大王の方から会いに行った。その時、彼は体育場の隅にいて日向ぼっこをしていた。大勢の供を連れた大王が「私が大王のアレクサンドロスである」と名乗ると、ディオゲネスは「私は犬のディオゲネスです」と答えたという。大王が「何か希望はないか」と聞くと、「あなたがそこに立たれると日陰になるからどいてください」とだけ言った。帰途、大王は「私がもしアレクサンドロスでなかったらディオゲネスになりたい」と言ったとも伝えられる。
- 上記に付随する逸話として、ラエルティオスの『ギリシア哲学者列伝』では、アレクサンドロス大王がディオゲネスの前に立って、「お前は、私が恐ろしくないのか」と言った。彼は「いったい、あなたは何者なのですか。善い者なのですか、それとも、悪い者なのですか」と訊ねた。そこで大王が「無論、善い者だ」と答えると、「それでは、誰が善い者を恐れるでしょうか」と言ったという。
- オリンピアで優勝した闘技士が美しい女を振り返り見る様子を見て、「見ろ、偉大な闘技士が小娘に首を捻じ上げられているよ」とからかった。
- ある人がディオゲネスに物を贈り、人々がその行為を褒めた。すると、ディオゲネスは「貰う価値のある私も褒めてくれ」と言った。
- ある人がサモトラケ島の神殿に感謝の奉納が多いと感心していた。すると、ディオゲネスは「救われなかった人が奉納していたら、もっと多かっただろう」と言った。
- プラトンが「人間とは二本足で歩く動物である」と定義すると、ディオゲネスは「ではニワトリも人間か」と言い返した。それを受けてプラトンが「人間とは二本足で歩く毛のない動物である」と再定義すると、ディオゲネスは羽根をむしり取った雄鶏を携えてきて、「これがプラトンのいうところの人間だ」と言った。その後、プラトンは先の定義にさらに「平たい爪をした」という語句を付け加える羽目になった。これが「プラトンの雄鶏」の名で知られる故事である。
- 日中にランプを灯して歩き回った。人から「何をしているのだ」と聞かれ、「誠実な人間を探しているのだ」と答えた。しかし、ろくでなしと嫌な奴しか見つからなかった[1]。
- 死が迫ってきたとき、どのように埋葬して欲しいか聞かれて「うつ伏せに」と答えた。理由を聞かれると「間もなく上下が逆転するだろうから」と答えた。
- ギリシアの人たちは、ディオゲネスを笑う一方で彼を愛した。彼が住居にしている甕が何者かによって割られたとき、別の甕が与えられたという。

他にも数え切れないほどの逸話があり、シニカルの語源となった彼の思想信条（「シニカル」は、キュニコス派を指す「cynic」を形容詞化したもの）に相応しく人を食ったものが多い。しかし、これらの多くはおそらく、日本の一休噺のように、ディオゲネスに仮託して創作された小話と考えられている。

## その他
- 英国の作家、アーサー・コナン・ドイルが発表したシャーロック・ホームズシリーズ中の短編「ギリシャ語通訳」では、シャーロック・ホームズの兄マイクロフト・ホームズは、他人との交流を嫌う人たちのためのロンドンで最も風変わりなクラブ、「ディオゲネス・クラブ」の創立者の一員であり、その会員という設定になっている。

- ディオゲネスの言行を、現代の引きこもりやセルフ・ネグレクトの考察に使われることが始まり、「ディオゲネス症候群（英語版）（ディオゲネス・シンドローム）」という語句が用いられることがある。

- ベネット・フォディ（英語版）によるコンピュータゲーム『Getting Over It with Bennett Foddy』では、下半身が釜にはまった男性が主人公であるが、その名をディオゲネスという[2]。